# Rezoluce Rady bezpečnosti OSN č. 3
Rezoluce Rady bezpečnosti OSN č. 3 byla přijata na zasedání 4. dubna 1946. Rada bezpečnosti OSN v ní vzala na vědomí, že sovětské jednotky se nemohou stáhnout z Íránu včas do termínu určeného tripartitní dohodou, a požádala Sovětský svaz k jejich stažení v nejrychlejším možném čase s tím, že žádný členský stát OSN nebude tento proces zdržovat. Pokud nějaká událost ohrozí stažení jednotek, Rada bezpečnosti o tom musí být informována.
Rezoluce byla schválena 9 hlasy, zástupce Austrálie byl přítomen a nehlasoval, zástupce Sovětského svazu byl nepřítomen.